# Takako Saito
Takako Saito –en japonés: 斉藤貴子, Saito Takako– (10 de agosto de 1983) es una deportista japonesa que compitió en lucha libre. Ganó una medalla de bronce en el Campeonato Mundial de Lucha de 2011 y una medalla de oro en el Campeonato Asiático de Lucha de 2011.

## Palmarés internacional
| Campeonato Mundial  | Campeonato Mundial   | Campeonato Mundial | Campeonato Mundial |
| Año                 | Lugar                | Medalla            | Categoría          |
| ------------------- | -------------------- | ------------------ | ------------------ |
| 2011                | Estambul (Turquía)   | Medalla de bronce  | 59 kg              |
| Campeonato Asiático |                      |                    |                    |
| Año                 | Lugar                | Medalla            | Categoría          |
| 2011                | Taskent (Uzbekistán) | Medalla de oro     | 59 kg              |